# East Carondelet
East Carondelet es una villa ubicada en el condado de St. Clair en el estado estadounidense de Illinois. En el Censo de 2010 tenía una población de 499 habitantes y una densidad poblacional de 115,23 personas por km².

## Geografía
East Carondelet se encuentra ubicada en las coordenadas 38°32′30″N 90°14′33″O / 38.54167, -90.24250. Según la Oficina del Censo de los Estados Unidos, East Carondelet tiene una superficie total de 4.33 km², de la cual 3.13 km² corresponden a tierra firme y (27.69%) 1.2 km² es agua.

## Demografía
Según el censo de 2010, había 499 personas residiendo en East Carondelet. La densidad de población era de 115,23 hab./km². De los 499 habitantes, East Carondelet estaba compuesto por el 86.77% blancos, el 9.42% eran afroamericanos, el 0% eran amerindios, el 0.4% eran asiáticos, el 0% eran isleños del Pacífico, el 0.6% eran de otras razas y el 2.81% pertenecían a dos o más razas. Del total de la población el 2.61% eran hispanos o latinos de cualquier raza.